# Ernst Scholz

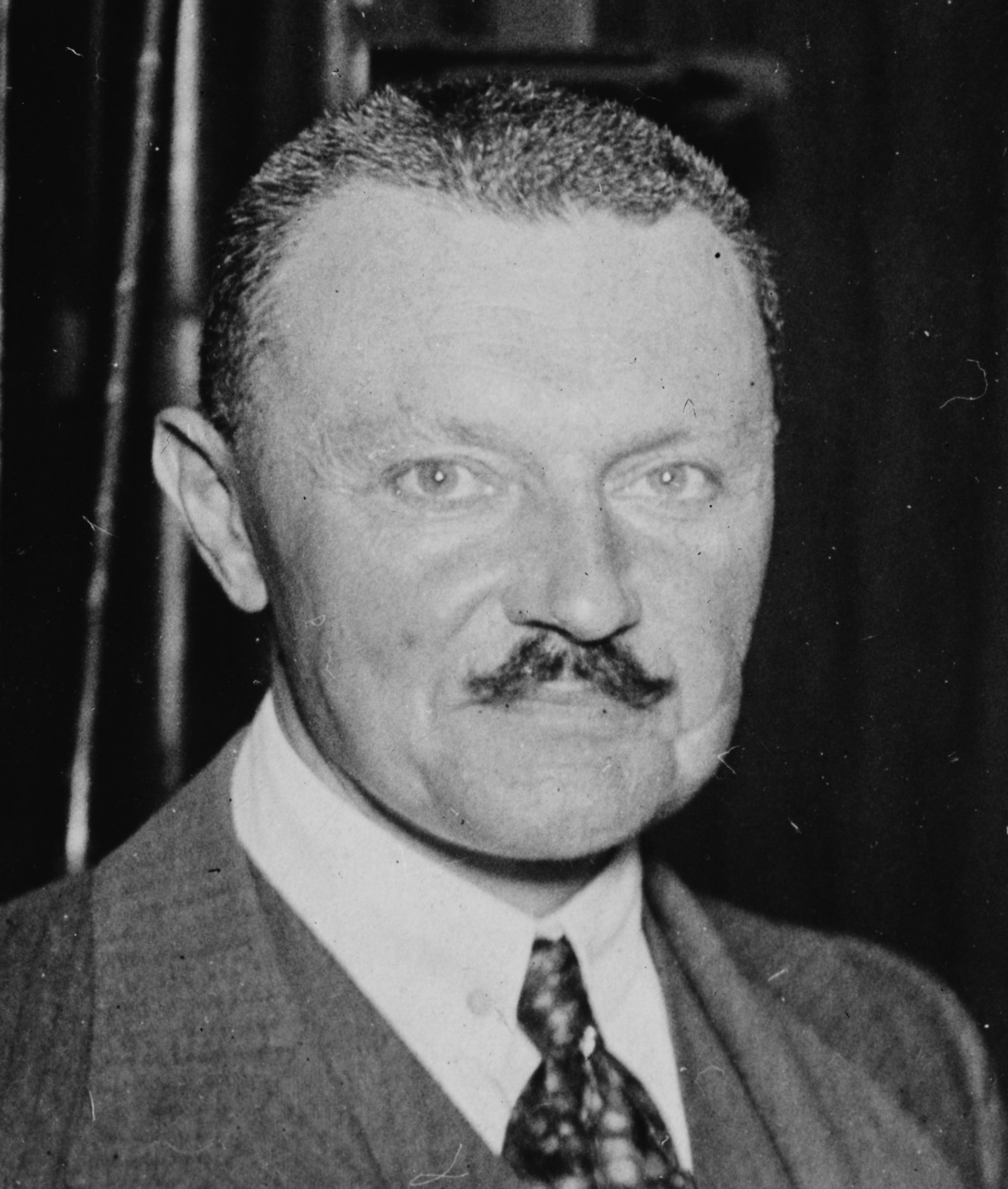
Ernst Scholz omstreeks 1920

Ernst Scholz (Wiesbaden, 3 mei 1874 - Berlijn, 26 juni 1932) was een Duits politicus.

## Biografie
Ernst Scholz was de zoon van een Justizrat. Hij bezocht het gymnasium in Wiesbaden en studeerde vervolgens rechten in Freiburg im Breisgau, Marburg en in Heidelberg. In 1895 promoveerde hij als doctor in de rechten. In 1899 trad hij als assistent-rechter in overheidsdienst en in 1900 werd eerste secretaris van de Allgemeine Genossenschaftsverband (Algemene Coöperatie) in Charlottenburg. In 1901 werd hij assistent-rechter in Frankfurt am Main. Na het uitbreken van de Eerste Wereldoorlog (1914) nam hij dienst in het Duitse leger. Reeds in het eerste jaar raakte hij ernstig gewond. Na de Eerste Wereldoorlog nam hij als majoor ontslag uit het leger.

### Politieke carrière
Ernst Scholz was voor de Eerste Wereldoorlog lid van de Nationaal-Liberale Partij (Nationalliberale Partei). Van 1902 tot 1909 was hij wethouder financiën van de gemeente Wiesbaden en van 1909 tot 1912 vervulde hij dezelfde functie in de gemeente Düsseldorf. Van 1912 tot 1917 was hij burgemeester (Oberbürgermeister) van Kassel en van 1917 tot 1920 was hij de laatste burgemeester van Charlottenburg, dat in 1920 door Berlijn werd ingelijfd.
Van 1912 tot 1919 vertegenwoordigde hij die partij in het Pruisische Herenhuis (Preußische Herrenhaus). In 1919 was hij een van de oprichters van de conservatief-liberale Duitse Volkspartij (Deutsche Volkspartei). Van 25 juni 1920 tot 10 mei 1921 was hij rijksminister van Economische Zaken in het kabinet-Fehrenbach. In 1921 werd Scholz in de Rijksdag (Reichstag) gekozen. Van 1923 tot 1930 was hij fractievoorzitter van de DVP. Na de dood van partijvoorzitter Gustav Stresemann werd Scholz, als vertegenwoordiger van de republikeinsgezinde vleugel van de partij, gekozen tot de nieuwe partijvoorzitter.
Ernst Scholz legde in 1930 om gezondheidsredenen het voorzitterschap van de partij neer. Hij werd opgevolgd door Eduard Dingeldey.
Hij overleed in 1932 op 58-jarige leeftijd te Berlijn.
Ernst Scholz schreef enkele werken over het hypotheekrecht en de gemeentebelasting in Pruisen.

## Eredoctoraat
- Dr.-Ing. h.c. in de Techniek.